# Sociedade Internacional de Crianças Surdas
A Sociedade Internacional de Crianças Surdas (IDCS) é uma ramificação da Sociedade Inglesa de Crianças Surdas, uma organização de caridade. É a única associação inglesa dedicada a que as crianças surdas superem a pobreza e o isolamento, em todo o mundo.